# National Highway 55
National Highway 55 (NH 55) ist eine Hauptfernstraße im Bundesstaat Westbengalen im Nordosten des Staates Indien mit einer Länge von 77 Kilometern. Sie beginnt in Shiliguri am NH 31 und führt über zahlreiche Serpentinen zur touristisch bedeutsamen Stadt Darjeeling auf über 2.000 Metern über dem Meeresspiegel.